# Eremias pleskei
Eremias pleskei е вид влечуго от семейство Гущерови (Lacertidae).

## Разпространение
Видът е разпространен в Азербайджан, Армения, Иран и Турция.